# رهان (فلم هندي)
رهان (بالإنجليزية: Mohra) (بالهندية: मोहरा) هو فيلم هندي اكشن مثير صدر في 1994 من إخراج راجيف راي بطولة نصر الدين شاه، أكشاي كومار، سونيل شيتي ورافينا تاندون في الأدوار القيادية في حين باريش راوال، جولشان غروفر، رضا مراد وساداشيف امرابوركار وكولبوشان خارباندا في الادوار الثانوية. صدر الفيلم في 1 يوليو 1994. ذهب الفيلم ليصبح ثاني أعلى فيلم محققا الهندي لعام 1994 وحصل على المركز القنبلة.وقد حصل الفيلم على 9 ترشيحات فيلم فير في عام 1995. وهذه هي المرة الأولى التي الثلاثي من أكشاي كومار، سونيل شيتي وباريش راوال عملت معا.
في الأصل كانت ديفيا بهارتي من ستؤدي دور البطلة، لكن بعد أن وفاتها اضطروا لجعل رافينا تاندون في الفيلم كبديل لها.
الفيلم يذكر خاصة بالنسبة للموسيقى التي أصبحت chartbusters في ذلك العام. أدت شعبية أغنية "Tu Cheez Badi Hai Mast Mast"، قد قامت بتصويرها رافينا تاندون التي لقبت بسببها ب «فتاة الماست ماست».

## قصة الفلم
فيشال أجنيهوتري (سونيل شيتي)، والمحكوم عليه، وسجنوا بتهمة قتل مجموعة من أربعة المجرمين الذين اغتصبوا وقتلوا بوحشية أخته في القانون. فيشال يحاول الحصول على العدالة في المحكمة، ولكن غير ناجحة ويتم السماح للرجال خارج الحرة مع مساعدة من محام فاسد. ثم زيارة الصفحة الرئيسية فيشال لتحاول رفع دعوى عليها، ومحاولة اغتصاب فيشال زوجته بريا، لكنها تقتل نفسها بسكين. غضب في يقرر كل هذا فيشال أن تأخذ هذه المسألة في يدي نفسه وقتل المجرمين أربعة نفسه. وحكم عليه بالسجن مدى الحياة عن الجرائم.الصحفي روما سينغ (رافينا تاندون) يزور السجن لتقرير انها الكتابة، حيث عدد قليل من المحكومين انتزاع عقد من لها ومحاولة اغتصابها. هذا الحادث يذكرنا فيشال سوء حظه. يتدخل فيشال ويحفظ روما. روما يسمع قصة فيشال ويقرر للمساعدة في الإفراج عنه. يسمع صوتها من قبل رجل أعمال أعمى - السيد جندال (نصرالدين شاه) الذي يحاول تجنيد فيشال باعتباره قاتل. انه يريد فيشال لقتل بعض العناصر المعادية للمجتمع في المدينة، وعلى رأسها اثنين من أقوى المخدرات اللوردات جبران (رضا مراد) وتايسون (جولشان غروفر) وجميع الناس الذين يعملون لديهم. يقول فيشال، أن هؤلاء الناس هي المسؤولة عن خلق الناس مثل مجموعة من أربعة رجال قتل في المقام الأول، من خلال جلب المخدرات إلى الشوارع وإفساد السكان المحليين. فيشال ترفض في البداية لأنه قد حصلت للتو من السجن، والآن يريد أن يعيش حياة طبيعية. ومع ذلك، فإن ذكريات من عائلته قتلوا يعود إلى يطارده كما يمضي يوم واحد وحده في منزله، وقال انه يوافق على العمل لجندال في اليوم التالي.مفتش الشرطة عمار ساكسينا (أكشاي كومار) غير راض عن الإفراج عن فيشال الذين يعتقد يستحق أن يكون في السجن بسبب جرائم القتل التي ارتكبها. الأمور تعقيد أكثر عندما يجد عمار فيشال حول كل مشهد تقريبا قتل المجرمين المتورطين المخدرات أغراض المتاجرة، الذين عمار تحاول قبض على قيد الحياة. فيشال يذهب على فورة القتل، حتى يدرك أنه حتى مفوض (ساداشيف امرابوركار) يعتقد أن القاتل غير معروف يقوم به مزيد من المساعدة للمجتمع من الشرطة يمكن أن تفعل أي وقت مضى. فيشال ترفض قتل المفوض، ولكن جندال يغضب. فيشال يهاجم جندال مع ورقة الوزن، ولكن جندال تتحايل عليه. فيشال ثم يدرك أن جندال ليست عمياء.
جندال يقول فيشال أن جبران وتايسون كانت منافسيه. يروي أيضا انه قتل زوجته بوجا (بريا تيندولكار) والمفتش كاران ساكسينا (الذي صادف أن يكون والد عمار)، للتغطية على الحقيقة. وبدأ الأب يتظاهر يكون أعمى لرمي الشرطة قبالة درب له. جندال الذي اشترك الآن مع جبران، ويترك فيشال للموت. فيشال ينجح في إنقاذ نفسه، إلا أن واجهه عمار. فيشال يهزم عمار ويقول له الحقيقة. وفي الوقت نفسه، وقد خطف جندال روما من أجل الزواج بقوة لها. عمار وفيشال معرفة جندال للدين وزاوية له.
بعد المشاجرة، مقتل جبران. جندال يحاول أن يقتل عمار، لكن فيشال يأخذ رصاصة على نفسه. فيشال يموت في حضن عمار، الذي تقوم عليه عمار يقتل جندال وينتقم وفاة فيشال والده.

## الشخصيات
- أكشاي كومار بدور عمار ساكسينا
- سونيل شيتي بدور فيشال
- نصر الدين شاه بدور جادل
- رافينا تاندون بدور روما سينغ
- باروش راهول بدور كريناث
- جولشان جروفر بدور تايسون
- رضا مراد بدور جبران

إلى جانب العديد من الفنانين

## الموسيقى
كانت موسيقى فيلم الرهان واحدة من ألبومات الموسيقى التصويرية الأكثر نجاحا من السنة، وخصوصا أغنية "Tu Cheez Badi Hai Mast Mast". في البداية Viju شاه أراد سابنا موخرجي لتقديم «تو Cheez بادي هاي ماست» ولكن، على إصرار راجيف راي، واختارت كافيتا كريشنامورثي بدلا من ذلك. ويستند هذا المسار على شعبية القوالين "Dam Mast Qalandar" من قبل الموسيقار نصرت فاتح علي خان. ذهب الألبوم لتصبح ثاني الأكثر مبيعا هذا العام.

### الجوائز والترشيحات
فلم فير 1995

حصل المهرة على تسعة ترشيحات

رشح أفضل فيلم

رشح أفضل وغد نصر الدين شاه

رشح أفضل مخرج راجيف راي

رشح أفضل مخرج موسيقي فيجاي شاه

رشح أفضل شاعر غنائي اناند باكشي

رشح أفضل مغني لفلم اوديت نارايان

رشحت أفضل مغنية لفلم كافيتا كريشنامورثي

أفضل تصميم رقصات لفلم جيني بركاش

رشح أفضل ممثل كوميدي باريش راول

## روابط خارجية
- مقالات تستعمل روابط فنية بلا صلة مع ويكي بيانات